# Guy Bujold
Guy Bujold est un fonctionnaire canadien, ancien président par intérim de l'Agence spatiale canadienne (ASC) en 2008.

## Biographie
Il est diplômé d'une maîtrise en économie à l'Université York.
Il exerce différentes fonctions au sein du gouvernement comme :
- Sous-ministre adjoint dans le secteur des sciences et de l'innovation pour Industrie Canada.
- Sous-ministre adjoint dans le secteur des opérations pour Industrie Canada.
- Sous-ministre adjoint à la Direction des services ministériels du Ministre des Finances et du Secrétariat du Conseil du Trésor du Canada.
- Sous-ministre adjoint principal des communications et politiques pour Infrastructure Canada.
- Sous-commissaire de la Garde côtière canadienne du ministère des Pêches et Océans.
- Analyste et gestionnaire du programme au ministère des Finances et au Secrétariat du Conseil du Trésor du Canada.

Le 1er janvier 2008 il est nommé président par intérim de l'Agence spatiale canadienne et remplacé par Steve MacLean le 2 septembre 2008.
En 2017, il devient vice-président par intérim de la Civilian Review and Complaints Commission for the Royal Canadian Mounted Police (en). Il est remplacé en janvier 2019.